# Barbara Rae
Barbara Davis Rae CBE (* 10. Dezember 1943 in Falkirk, Schottland) ist eine schottische Malerin, Grafikerin und Hochschullehrerin. Sie ist Mitglied der Royal Academy of Arts und der Royal Scottish Academy. Rae ist vor allem für ihre halbabstrakten Gemälde und Drucke bekannt.

## Leben und Werk
Rae studierte von 1961 bis 1965 am Edinburgh College of Art und schloss ihr Studium mit einem Aufbaustudium ab. 1966 arbeitete sie mit einem Stipendium in Frankreich und Spanien. Von 1966 bis 1967 absolvierte eine Ausbildung zur Lehrerin am Moray House College of Education und unterrichtete dann ab 1968 an der Ainslie Park School in Edinburgh und ab 1969 der Portobello High School. Sie lernte Fechten und wurde später britische Junioren-Florettmeisterin, bevor sie das Fechten aufgab, um sich auf die Kunst zu konzentrieren.
1972 nahm sie eine Dozentenstelle am Aberdeen College of Education an und wurde 1975 an die Glasgow School of Art berufen, wo sie bis 1996 als Dozentin für Zeichnen und Malen tätig war. 1983 wurde sie Präsidentin der Society of Scottish Artists und 1995 zum Mitglied der Royal Fine Art Commission for Scotland ernannt. Sie wurde 1980 zur Associate der Royal Scottish Academy, 1992 zum Vollmitglied der RSA und 1996 zur Royal Academician gewählt.
Ab den 1960er Jahren reiste Rae ausgiebig durch Spanien, Irland, Frankreich und den Südwesten der USA. Die Landschaften, die sie erkundete, zeichnete und fotografierte sie, bevor sie sie in ihrer Kunst interpretierte. Sie arbeitete oft an der Westküste Schottlands und in Irland und reiste auf den Spuren von John Rae in die Arktis. Sie entwickelt ihre Studien als Drucke oder Gemälde in ihren Ateliers in Edinburgh. Ihr Schaffen umfasst Porträts, Wandteppiche, Keramik, Schmuck. Ihre Gemälde erstellt sie mit Acrylfarben und Collagen, nie mit Ölfarben.
Neben vielen Auszeichnungen wurde Rae 2019 mit der Gestaltung einer Royal-Mail-Briefmarke zur Feier des 250-jährigen Bestehens der Royal Academy  beauftragt. Rae hat Häuser in Schottland, Los Angeles und Frankreich und ist mit dem Drehbuchautor Gareth Wardell verheiratet. Ihre Einzelausstellungen waren in Edinburgh während des International Festival of Arts, New York, Dublin, Oslo, London, Chicago, Taos (New Mexico) und Mexiko. Ihre Arbeiten befinden sich in öffentlichen und privaten Sammlungen, insbesondere in der Whitworth Gallery in Manchester und im British Museum, sowie in der Aberdeen Art Gallery, Contemporary Arts Society Derby Museum and Art Gallery, Edinburgh City Schools Collection, Glasgow Art Galleries and Museums, Scottish National Gallery of Modern Art, National Museum of Women in the Arts in Washington, D.C., Perth Art Gallery and Museum.

## Auszeichnungen und Ehrungen (Auswahl)
- 1975: Preis des Scottish Arts Council
- 1977: Guthrie-Medaille, Royal Scottish Academy
- 1981: Preis des Scottish Arts Council
- 1983: Calouste Gulbenkian Preis für Druckgrafik
- 1983: Sir William Gillies Travel Award, Royal Scottish Academy
- 1983: May Marshall Brown Award, The Royal Scottish Society of Painters in Watercolour
- 1989: Stipendium des Scottish Arts Council
- 1990: Hunting Group Prize
- Alexander Graham Munro Award, The Royal Scottish Society of Painters in Watercolour
- Kommandeur des Order of the British Empire
- 2002: Ehrendoktorwürde der Napier University
- Ehrendoktorwürde der University of Aberdeen
- 2008: Ehrenstipendium, Royal College of Art
- Ehrendoktorwürde der University of St Andrews
- 2011: Wahl zum Fellow der Royal Society of Edinburgh

## Einzelausstellungen (Auswahl)
- 1967: New 57 Gallery, Edinburgh
- 1996: Waxlander Gallery, Santa Fe, New Mexico
- 1998: Edinburgh The Festival City, Galleri Galtung, Oslo
- 2018: Barbara Rae: The Northwest Passage with Inuit sculpture from the Belle Shenkman Collection, Canada Gallery, Canada House, London
- 2023: Glasgow Print Studio